# Apollo 11
Apollo 11 byl americký pilotovaný kosmický let programu Apollo, během něhož 20. července 1969 lidé poprvé stanuli na povrchu Měsíce.
Trojici astronautů – velitele Neila Armstronga, pilota lunárního modulu Edwina „Buzze“ Aldrina a pilota velitelského modulu Michaela Collinse – v kosmické lodi Apollo 11 vynesla 16. července 1969 raketa Saturn V na oběžnou dráhu Země. V programu Apollo to byl pátý pilotovaný let a třetí let k Měsíci. O tři dny později, 19. července, přiletěli na oběžnou dráhu Měsíce. Dne 20. července 1969 se Armstrong a Aldrin v lunárním modulu spustili na povrch Měsíce a ve 20:17:40 UTC přistáli v Moři klidu (Mare Tranquillitatis). O šest hodin později vstoupil Armstrong jako první člověk na povrch Měsíce. Společně s Aldrinem během dvou a půlhodinové vycházky nasbírali 22 kg měsíčních hornin a po 21 hodinách a 31 minutách pobytu na povrchu odstartovali zpět ke Collinsovi, který zatím čekal ve velitelském modulu na oběžné dráze Měsíce. Po spojení s velitelským modulem se všichni vydali na zpáteční cestu k Zemi. Přistáli v Tichém oceánu 24. července 1969.
Dosažením povrchu Měsíce posádka Apolla 11 splnila cíl vyhlášený 25. května 1961 prezidentem USA Johnem F. Kennedym – do konce dekády stanout na povrchu Měsíce a bezpečně se vrátit na Zemi.
Podle katalogu COSPAR dostal let označení 1969-059A a byl 31. letem pilotované kosmické lodě z naší planety.

## Cíle mise
Hlavním cílem letu Apolla 11 bylo doletět k Měsíci, přistát na jeho povrchu a bezpečně se vrátit na Zemi. Tím by byl splněn úkol vytyčený 25. května 1961 prezidentem Spojených států Johnem F. Kennedym: Do konce desetiletí dopravit astronauty na Měsíc a bezpečně je vrátit na Zemi.
Posádka dostala i několik vedlejších úkolů. Přivézt vzorky měsíčního materiálu, umístit na povrchu Měsíce televizní kameru a uskutečnit několik vědeckých experimentů – provést měření složení slunečního větru pomocí hliníkové fólie zachycující částice; zanechat zde laserový koutový odražeč k přesnému měření vzdálenosti Země–Měsíc a seismometr.

## Posádka

### Základní posádka
- Neil Armstrong (2) – velitel
- Michael Collins (2) – pilot velitelského modulu
- Buzz Aldrin (2) – pilot lunárního modulu

V závorkách je uvedený dosavadní počet letů do vesmíru včetně této mise

### Záložní posádka
- James Lovell (3) – velitel
- William Anders (1) – pilot velitelského modulu
- Fred Haise (0) – pilot lunárního modulu

V závorkách je uvedený dosavadní (do července 1969) počet letů do vesmíru 
Posádky pro Apollo 11 byly jmenovány koncem roku 1968. Podle zavedeného zvyku na místo hlavní posádky postoupila záloha letu o tři čísla nižšího, tedy Apolla 8. Tvořili ji Neil Armstrong, Fred Haise a Buzz Aldrin. Do záložní posádky přišli James Lovell a William Anders, přičemž místo pilota lunárního modulu zůstalo zatím neobsazené.
Předtím v červenci 1968 vypadl z posádky Apolla 9 Michael Collins kvůli operaci kostních výrůstků na páteři. Začátkem roku 1969 získal zpět letový status a v Armstrongově posádce nahradil Freda Haise, který se přesunul do záložní posádky. NASA informaci o přesunu oficiálně oznámila 9. ledna 1969.
Podpůrnou posádku tvořili Ken Mattingly, Ronald Evans a William Pogue. Začátkem roku 1969 se Bill Anders rozhodl, že na podzim téhož roku odejde do Národní rady pro letectví a vesmír. Ken Mattingly se proto připravoval spolu s ním, aby ho mohl nahradit, kdyby byl let Apolla 11 odložen.

## Emblém a jména modulů
Emblém mise Apolla 11 navrhl Collins, měl symbolizovat mírumilovný a americký charakter prvního přistání na Měsíci. Lovell navrhl použít orla bělohlavého, symbolu Spojených států z amerického státního znaku. Collins poté nakreslil obraz orla, vznášejícího se nad povrchem Měsíce se Zemí v pozadí a nápisem Apollo Eleven. Armstrong zamítl pro cizince nesrozumitelné anglické slovo eleven, po váhání nad římskými číslicemi se shodli na Apollo 11. Instruktor Tom Wilson astronautům poradil olivovou ratolest jako symbol mírumilovnosti výpravy, umístili ji orlovi do zobáku. Vedení NASA usoudilo, že prázdné orlovy drápy nad Měsícem vypadají příliš uchvatitelsky, a proto olivovou větev přesunulo do nich. Posádka se rozhodla neuvést svá jména na emblému, aby reprezentoval všechny, kdo přispěli k přistání na Měsíci.
Poté, co posádka Apolla 10 pojmenovala svou loď Charlie Brown (velitelský modul) a Snoopy (lunární modul), podle postav z komiksu Peanuts, asistent manažera pro styk s veřejností Julian Scheer napsal řediteli Střediska pilotovaných letů (dnes Johnsonovo vesmírné středisko), aby požádal posádku Apolla 11 o serióznější pojmenování lodi. Zprvu byla používána jména Snowcone a Haystack, ale posádka se je rozhodla změnit. Pro velitelský modul vybrala jméno Columbia, po Kolumbiadě, obřím děle z románu Julese Verna Ze Země na Měsíc. V románu dělo, umístěné na Floridě, vystřelí náboj se třemi dobrodruhy, kteří obletí Měsíc a vrátí se na Zem. Columbia je také tradiční ženská personifikace Spojených států. Lunární modul dostal jméno Eagle, orel, podle orla v emblému výpravy.

## Průběh letu
První místo přistání pro lunární modul programu Apollo, v jižní části Moře klidu (Mare Tranquillitatis) okolo 20 km jihozápadně od kráteru Sabine D, bylo vybráno zčásti i proto, že bylo automatickými povrchovými sondami Ranger 8 a Surveyor 5 stejně tak i orbitální mapovacími sondami Lunar Orbiter charakterizováno jako relativně ploché a hladké a tím pádem snadné pro přistání i pro výstup na povrch. Armstrong ho pohotově hned po přistání nazval „Tranquillity Base“ (Základna Tranquility/Základna klidu).

### Start a let kMěsíci

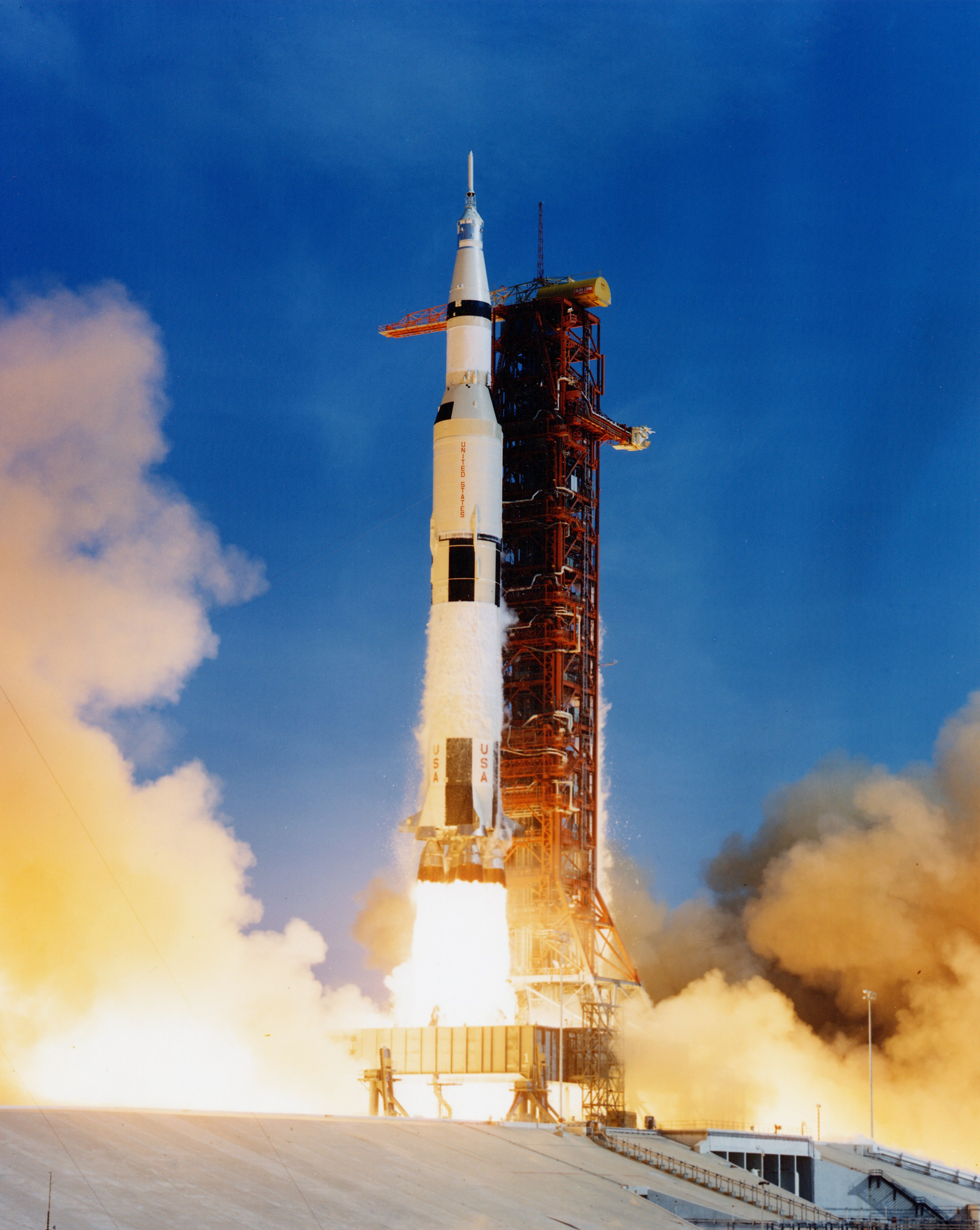
Start Saturnu V s Apollem 11

Raketa Saturn V s Apollem 11 odstartovala ze startovacího komplexu 39A Kennedyho vesmírného střediska 16. července 1969 v 13:32:00 UTC (9:32:00 místního času). Oběžné dráhy dosáhla po 12 minutách. Po jednom a půl obletu Země se v 16:22:13 UTC znovu na šest minut zapálil třetí stupeň Saturnu (S-IVB) a uvedl Apollo na dráhu k Měsíci. Za půl hodiny (od 16:49 UTC) astronauti přestavěli loď – s velitelským modulem se odpojili, otočili ho a připojili k lunárnímu modulu. Poté, v 17:49, odhodili nepotřebný třetí stupeň Saturnu.
Let k Měsíci trval tři dny. Navedení na dráhu k Měsíci bylo přesné, proto místo plánovaných čtyř korekcí dráhy astronauti provedli pouze jedinou asi v polovině cesty, 17. července v 16:17 UTC. O cestě vyprávěla posádka divákům v několika televizních reportážích – 17. července třikrát a počtvrté na druhý den. Po 17:21 UTC 19. července nad odvrácenou stranou Měsíce s pomocí motorů Apolla přešli na oběžnou dráhu Měsíce.

### Přistání na Měsíci

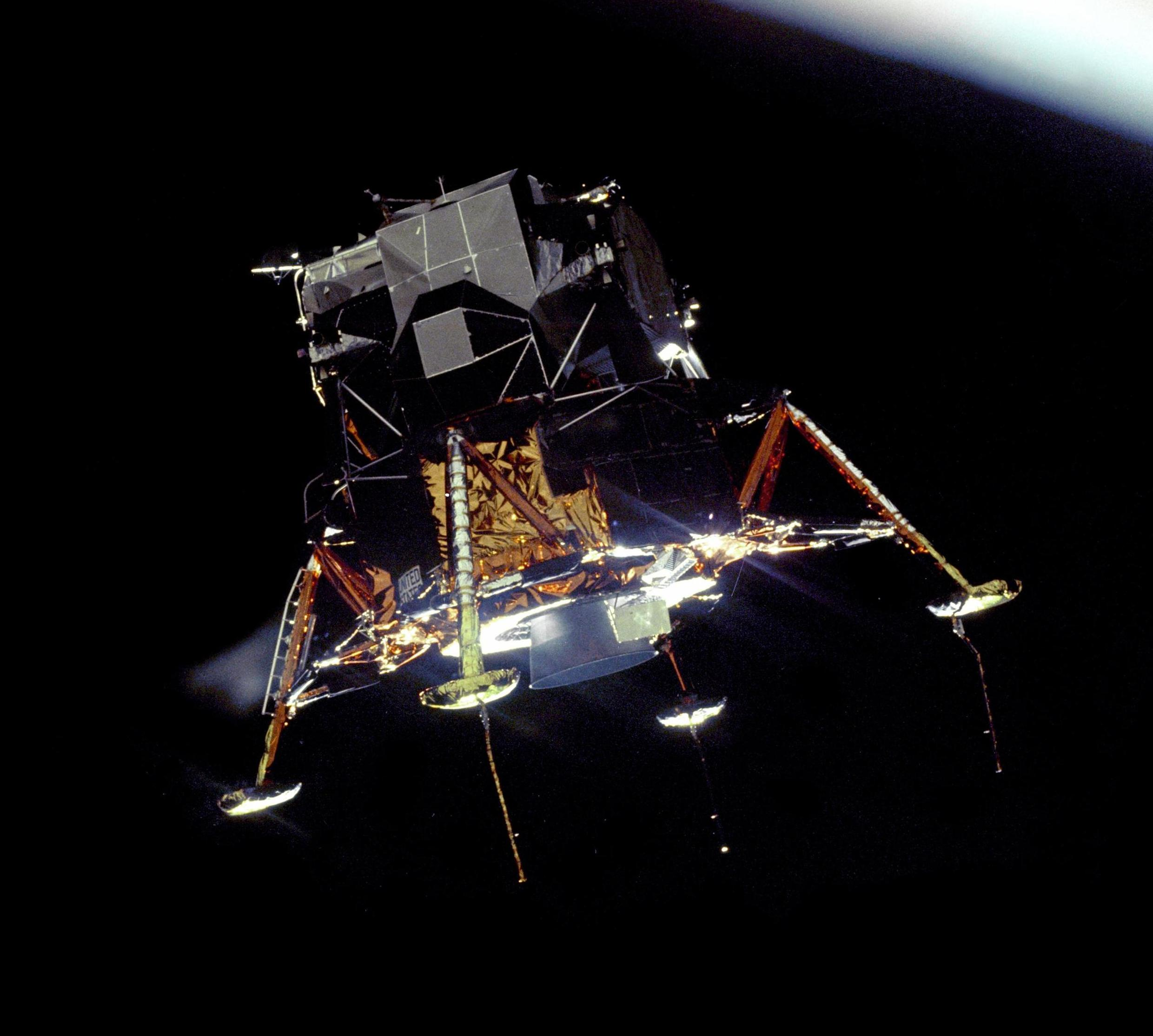
Lunární modul Eagle po oddělení od velitelského modulu Columbia vyfotografovaný z Columbie Michaelem Collinsem

Na druhý den, 20. července, se v 17:44 UTC Armstrong a Aldrin v lunárním modulu odpojili od velitelského modulu, ve kterém zůstal Collins. V 19:05 Armstrong a Aldrin zažehli motor lunárního modulu (DPS) a začali svůj sestup na povrch. Prvním zážehem se dostali na sestupovou dráhu s nejnižším bodem 15 km nad povrchem Měsíce, ve 20:05 zapálili DPS podruhé a zahájili vlastní sestup.
Brzy však zpozorovali, že motory byly v činnosti déle, míjejí orientační body o čtyři sekundy před plánovanou dobou a přistávají na kilometry daleko od původně plánovaného místa. Navigační a řídící počítač hlásily hned několik poplachů způsobených vychýlením z plánované trasy. To přinutilo posádku kontrolovat řízení modulu. V řídícím středisku NASA mladý operátor Steve Bales oznámil řediteli letu, že přes poplachy je bezpečné pokračovat v sestupu. Poplachy, které generoval program lunárního modulu, signalizovaly, že počítač není schopen dokončit výpočty ve vyhrazeném čase („executive overflows“). Jak se později zjistilo, počítač strávil neplánovaný čas obsluhou potkávacího radaru, který se během sestupu nepoužíval. Steve Bales za svoje „pokračujeme“ v napjaté chvíli sestupu obdržel ocenění NASA Group Achievement Award.
Hned jak posádka mohla obrátit svou pozornost zpět k výhledu ven, astronauti viděli, že počítač je vede přímo na místo plné velkých kamenů u velkého kráteru. Armstrong převzal ruční řízení lunárního modulu a navedl jej na přistání v 20:17:43 UTC. V nádržích sestupného stupně zbylo palivo na méně než 30 sekund letu.
Za první slova z povrchu Měsíce se všeobecně považují slova Neila Armstronga „Houstone, tady je základna Tranquility. Orel přistál!“, ačkoliv fakticky to byla Aldrinova slova „Signál kontakt.“ („Contact Light“), jež vyslovil poté, co se jedna z přistávacích sond lunárního modulu dotkla povrchu Měsíce.

### Výstup na povrch Měsíce

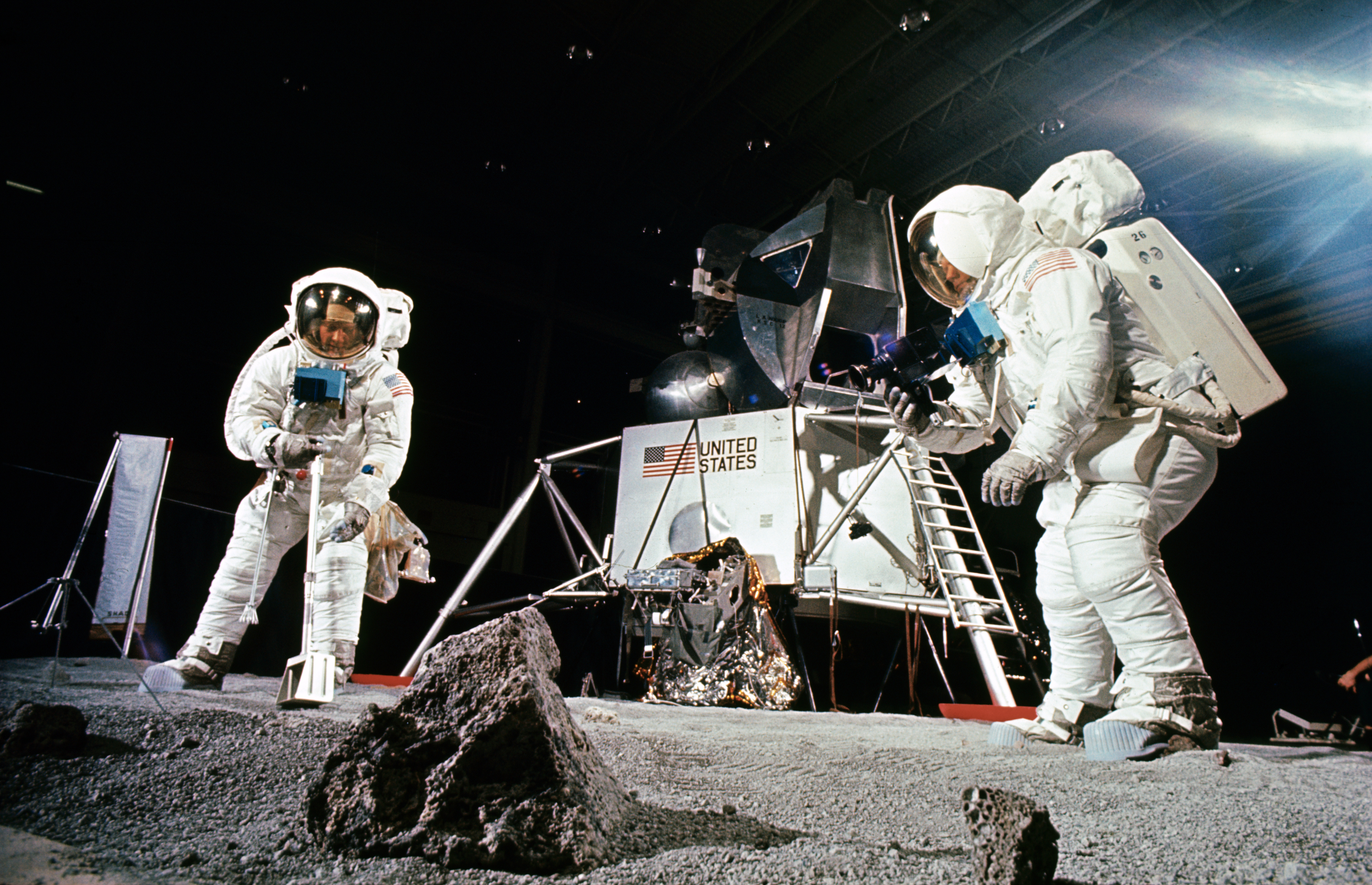
Neil Armstrong (vlevo) a Buzz Aldrin trénují výstup na Měsíc v Johnsonově vesmírném středisku v Houstonu

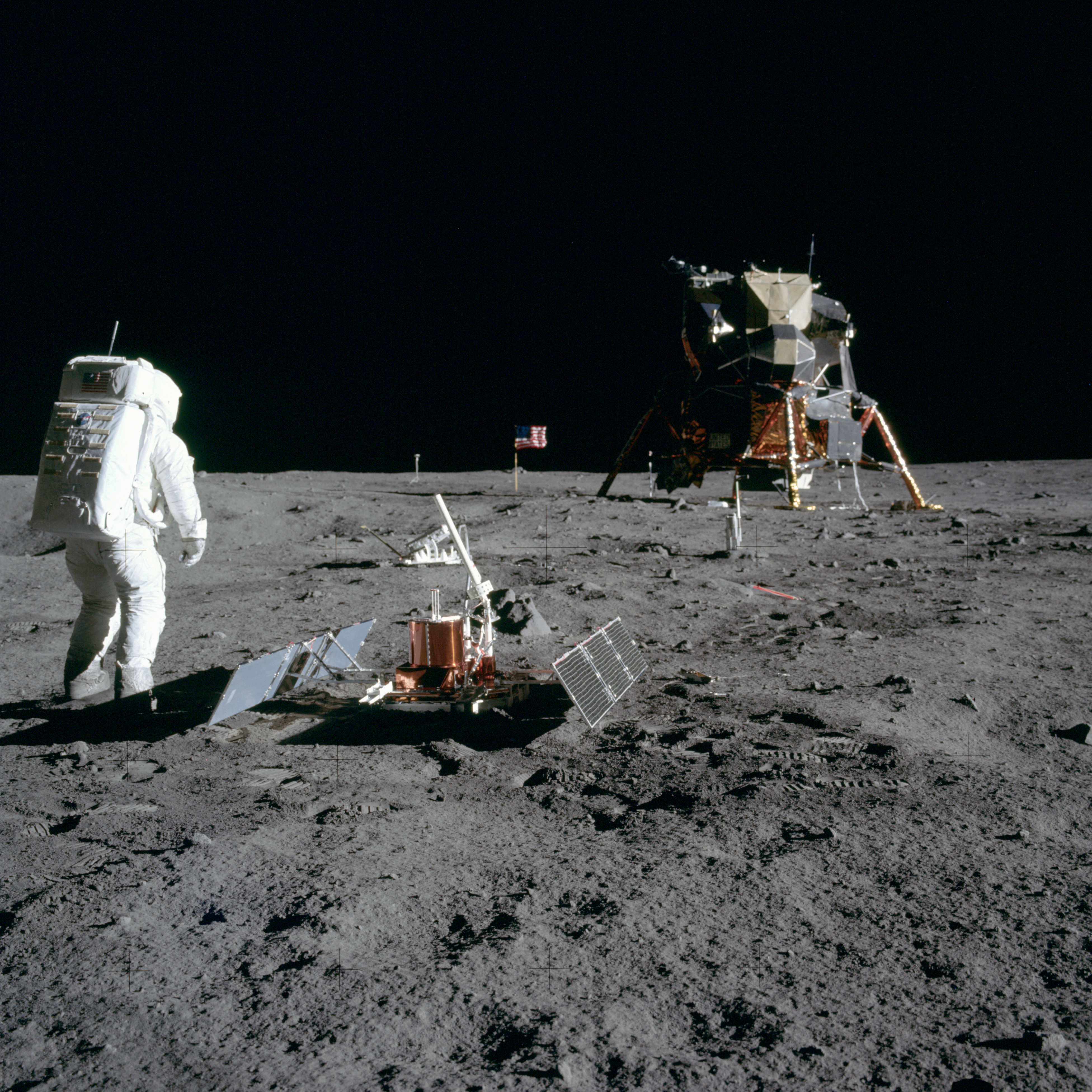
Buzz Aldrin rozmístil vědecké přístroje na Měsíci. Vpředu seismometr (Passive Seismic Experiment Package, PSEP), za ním koutový laserový odražeč. Vzadu uprostřed stojí americká vlajka a vpravo lunární modul Eagle.

Podle plánu měli astronauti před vycházkou pět hodin spát, byli totiž vzhůru od časného rána. Na místě však Armstrong s Aldrinem usoudili, že by neusnuli; rozhodli se proto rovnou zahájit přípravu k výstupu na povrch. Ta se místo plánovaných dvou hodin protáhla na tři a půl. Přes dvojici trojúhelníkových oken, ze kterých měli 60° výhled, astronauti vybírali místo pro balík s vědeckým vybavením (Early Apollo Scientific Experiment Package, EASEP) a vlajku Spojených států. Pět hodin před samotným výstupem na povrch Měsíce ještě vyndal Aldrin malou plastovou nádobu s mešním vínem a kousek hostie, načež přijal eucharistii.
Astronauti přistáli během měsíčního dne. NASA naplánovala přistání tak, aby oblast byla osvětlena Sluncem, což zajišťovalo dobrou viditelnost a přijatelnou teplotu. Přistání ve dne navíc znamenalo, že se mohla solární energie využívat a snížilo se riziko extrémního chladu. V oblasti přistání (Měsíční Moře klidu, Mare Tranquillitatis) byly denní teploty přibližně mezi +100 °C a +120 °C. Skafandry a lunární modul byly navrženy tak, aby chránily astronauty před těmito extrémy, pomocí izolace, odrazových vrstev a klimatizace.
Při výstupu z lunárního modulu měl Armstrong zpočátku problém projít průlezem se svým PLSS (Portable Life-Support System, příruční systém pro zabezpečení životních podmínek – „batoh“, který měli astronauti na zádech). Podle veterána letů Apollo Johna Younga při návrhu batohu s PLSS nebylo zohledněno pozdější zmenšení průlezu lunárního modulu; takže nejvyšší puls astronautů byl zaznamenán v průběhu vstupů a výstupů z lunárního modulu.
Ve 2:39 UTC 21. července Armstrong otevřel průlez, vylezl ven a ve 2:51 UTC začal sestupovat po žebříku na povrch Měsíce. Kvůli kontrolnímu a ovládacímu panelu skafandru, připnutému na hrudi, si neviděl na nohy. Během sestupu po devítischodovém žebříku Armstrong zatáhl za ovladač, aby vyklopil oddíl s vybavením (Modular Equipment Stowage Assembly, MESA) složený na boku lunárního modulu a aktivoval v něm umístěnou televizní kameru. Obrázky byly nasnímány systémem pomaloběžné televize (Slow-scan television, SSTV) a v pozemních střediscích je přes obrazovku snímaly kamery běžného televizního systému, což způsobovalo značnou ztrátu kvality. Signály byly zachyceny observatoří Goldstone v USA a v australském Honeysuckle Creek. O několik minut později bylo televizní vysílání přepnuto na signál z citlivějšího radioteleskopu v australské Observatoři Parkes. Přes některé technické a povětrnostní těžkosti, byl rozostřený černo-bílý obraz první procházky po povrchu Měsíce zachycen a ihned vysílán pro nejméně 600 milionů lidí na Zemi. Pásky s původním záznamem ve formátu SSTV (společně s telemetrickými daty) byly ztraceny (viz Ztracené pásky Apollo 11) a při pokusu o jejich nalezení bylo zjištěno, že byly na začátku 80. let 20. století přepsány, což bylo tehdy standardním postupem. V roce 2006 byly nalezeny původní záznamy telemetrických dat mise, avšak bez záznamu obrazu. V roce 2009 byly se souhlasem NASA zrestaurovány a zveřejněny nejlépe dochované záznamy.
Po popisu povrchu („vypadá jako velmi, velmi jemně zrnitý… je to skoro prach“), Neil Armstrong sestoupil ze žebříku lunárního modulu a jako první člověk v historii vkročil do jiného světa. Dne 21. července ve 2:56:15 UTC, šest a půl hodiny po přistání, vkročil na povrch Měsíce a pronesl památnou větu:

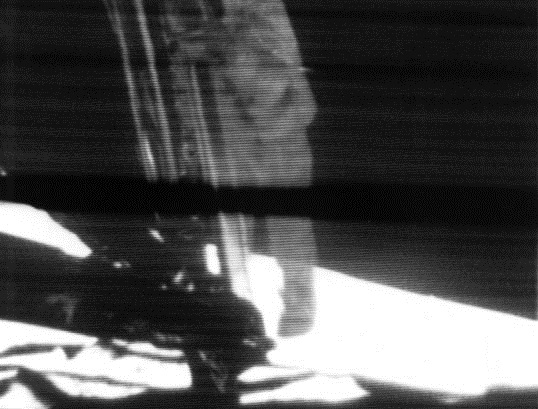
Neil Armstrong sestupuje po žebříku z lunárního modulu na povrch Měsíce

| „                | That's one small step for (a) man – one giant leap for mankind. Je to malý krok pro člověka, obrovský skok pro lidstvo. | “ |
| — Neil Armstrong | |   |

Kromě splnění primárního cíle vysloveného prezidentem Kennedym, a to přistát na Měsíci s lidskou posádkou do konce 60. let, bylo Apollo 11 zároveň testem všech systémů Apollo, proto Armstrong vyfotografoval lunární modul, aby konstruktéři byli schopni posoudit stav modulu po přistání. Potom nabral první vzorek měsíčního materiálu, který uložil do kapsy. Odmontoval televizní kameru z MESA, udělal panoramatický záběr a připevnil ji na dvanáctimetrový stojan lunárního modulu. Kabel od kamery zůstal trochu ušpiněný a představoval potenciální riziko v průběhu celého výstupu.
Aldrin se k němu brzy přidal a oba strávili dvě a půl hodiny navrtáváním měsíčního povrchu, fotografováním všeho, co viděli, a sbíráním kamenů a jiných vzorků. Armstrong spolu s Aldrinem zkoušeli různé možnosti pohybu po měsíčním povrchu, včetně skákání snožmo. Batoh s PLSS měl tendenci je převažovat dozadu, ale ani jeden z astronautů neměl s udržením stability vážné problémy. Pohyb při měsíční gravitaci, šestinové oproti gravitaci na Zemi, Armstrong popsal jako „možná ještě lehčí než během simulací“. Preferovaným způsobem pohybu se stal „cval“. Astronauti hlásili, že si potřebují naplánovat pohyby na šest až sedm kroků dopředu. Jemná půda byla celkem kluzká. Aldrin poznamenal, že i při přesunu ze Sluncem osvětleného místa do stínu Eaglu se teplota uvnitř skafandru nezměnila a když na Slunci byla helma více ohřívána, ve stínu se cítil chladněji.
Astronauti spolu vztyčili vlajku Spojených států – povrch byl velmi tvrdý a tak se jim nepodařilo tyč zasunout hlouběji než 20 cm. Potom přijali telefonát od prezidenta Richarda Nixona. Po telefonátu nainstalovali soupravu vědeckých přístrojů EASEP, která obsahovala pasivní seismograf a laserový koutový odrážeč; a také rozvinuli fólii švýcarského experimentu zachycení částic slunečního větru. Potom Armstrong „odcválal“ asi na 120 m od lunárního modulu, aby udělal fotografie z okraje Východního kráteru. Zatím Aldrin sbíral vzorky. Použil na to geologické kladivo – bylo to jediné použití tohoto nástroje v průběhu celé mise. Oba potom do nádob posbírali vzorky kamenů pomocí prodloužených kleští.

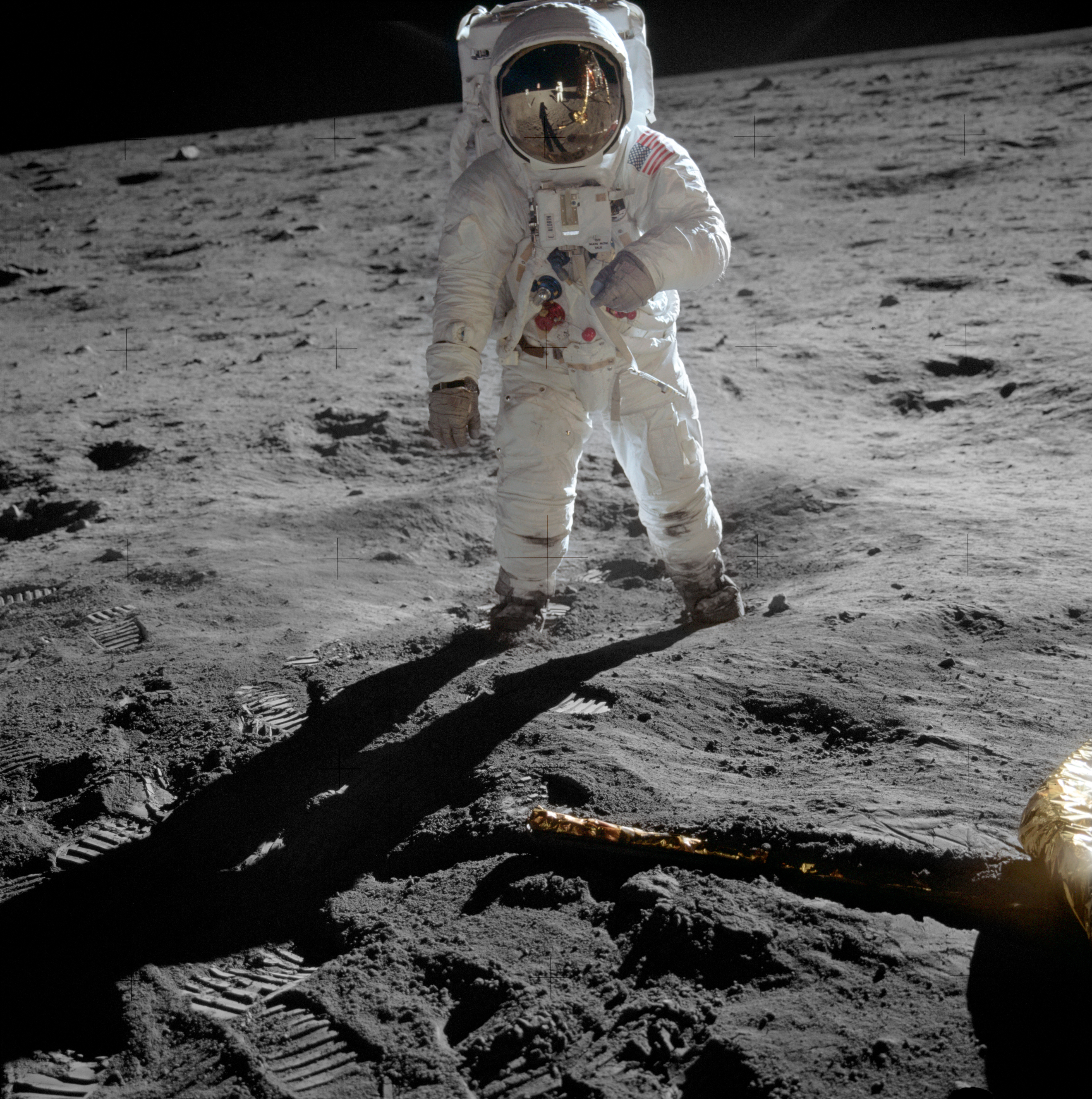
Buzz Aldrin při výstupu na měsíční povrch

Pracovali pomaleji, než očekávali, takže museli zastavit dokumentaci vzorků v polovině vyhrazených 34 minut. Protože měli málo času, Armstrong doslova skákal od jedné úlohy ke druhé. Řídící středisko mu doporučilo zpomalit a poté jim povolilo patnáctiminutové prodloužení vycházky.
S malými problémy astronauti pomocí zařízení Lunar Equipment Conveyor (jednoduché lanovky pro dopravu předmětů vzhůru do úložného prostoru lunárního modulu) naložili film a dvě krabice, které obsahovaly 22 kg vzorků. Do Eaglu se astronauti vrátili v opačném pořadí – Aldrin jako první, potom Armstrong vyskočil na třetí stupínek žebříku a vyšplhal do lunárního modulu.
Na povrchu astronauti zanechali kromě vědeckých přístrojů také plaketu (připevněnou na žebříku sestupové části lunárního modulu) se dvěma kresbami Země (západní a východní polokoule), nápisem a podpisy astronautů a prezidenta Richarda Nixona. Na plaketě je napsáno:

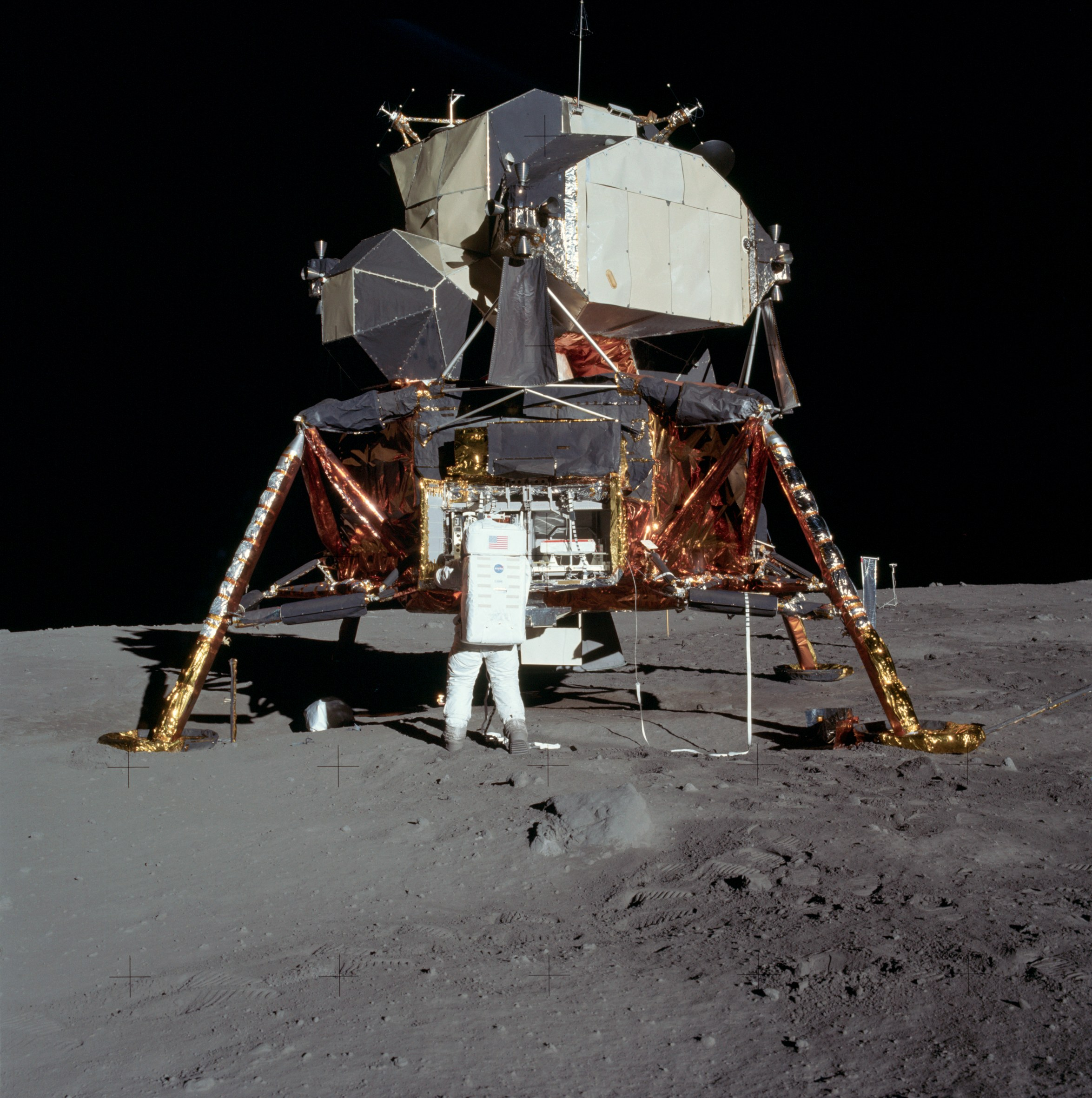
Eagle, lunární modul Apolla 11, na Měsíci. Vpředu Buzz Aldrin.

| „ | HERE MEN FROM THE PLANET EARTH FIRST SET FOOT UPON THE MOON JULY 1969, A.D. WE CAME IN PEACE FOR ALL MANKIND | “ |

V českém překladu:
| „ | Zde se lidé z planety Země poprvé dotkli nohama Měsíce. Červenec L.P. 1969. Přišli jsme v míru jménem celého lidstva. | “ |

### Návrat na Zemi

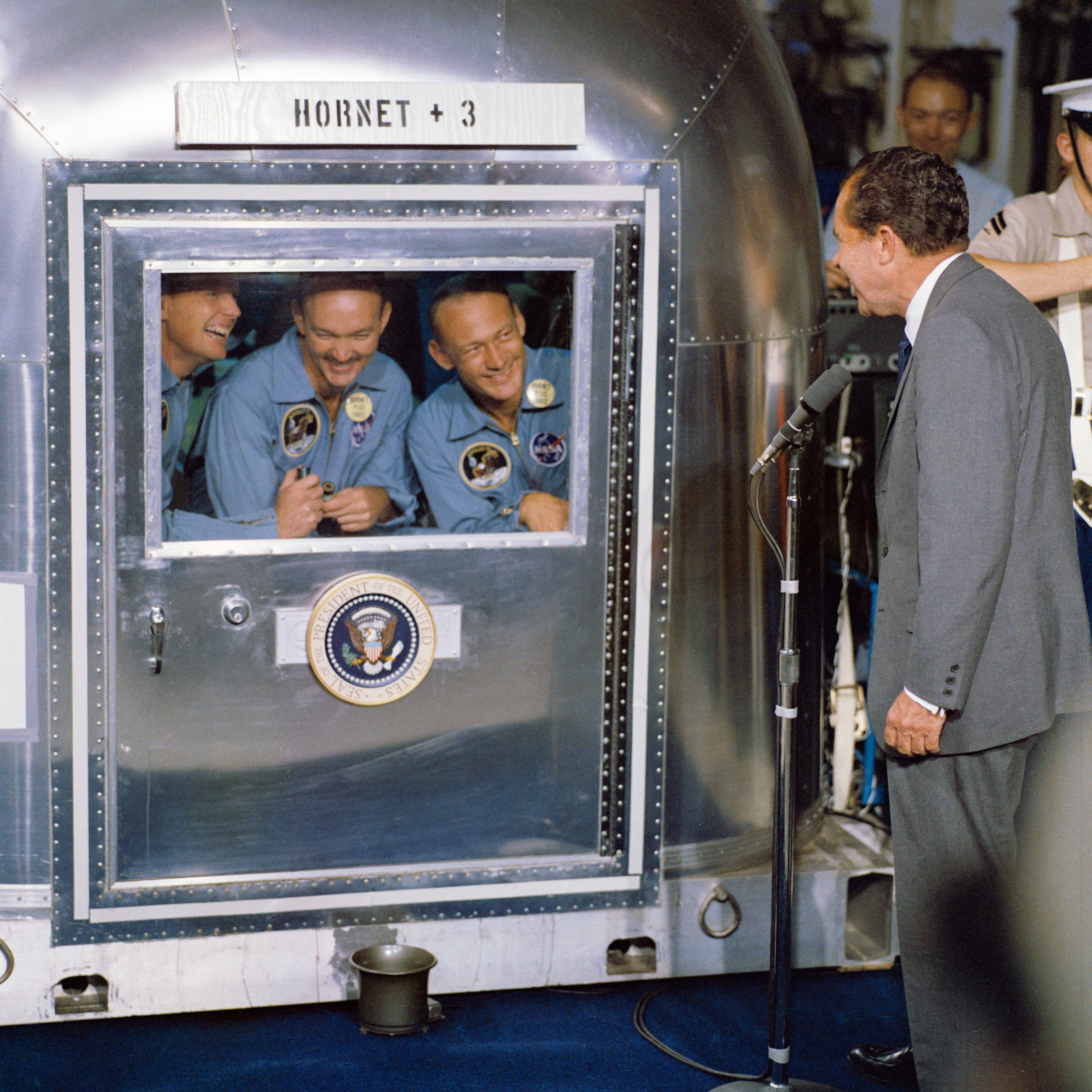
Armstrong, Aldrin a Collins zdravící se s prezidentem Nixonem přes sklo karanténní místnosti

Po přesunu do lunárního modulu astronauti zapnuli návratový stupeň a zbavili se svých batohů s PLSS, jedné kamery a jiných už nepotřebných věcí. Start návratového stupně lunárního modulu proběhl bez problémů. Astronauti se dostali na lunární oběžnou dráhu a tam se spojili s velitelským modulem Columbia, na palubě kterého čekal Michael Collins. Eagle po odpojení od Columbie zůstal na oběžné dráze okolo Měsíce. Později NASA oznámila, že tato dráha nebyla stabilní, což vyústilo v pád Eaglu na neznámé místo na povrchu Měsíce.

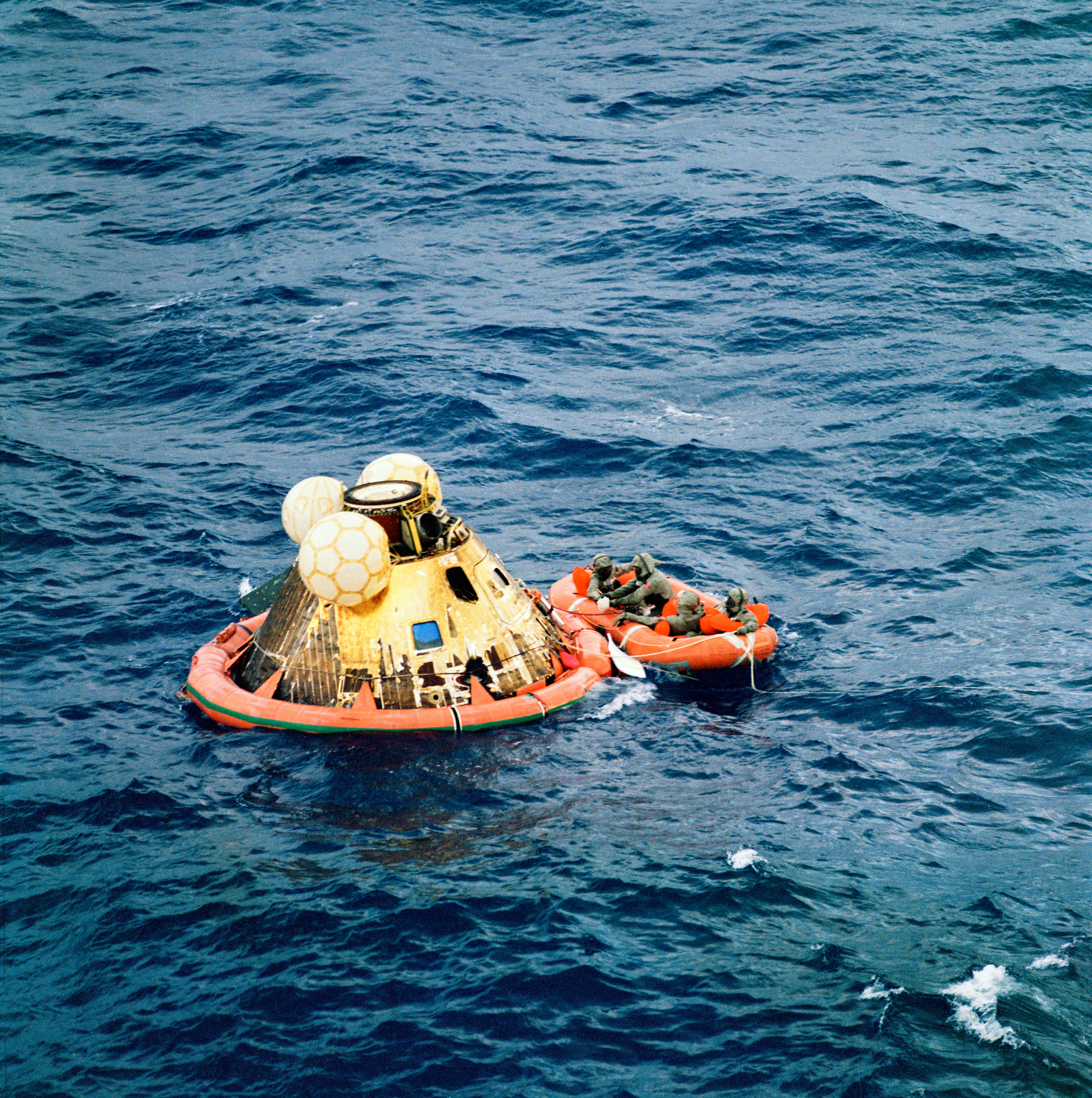
Výlov přistávacího modulu Apolla 11, 24. července 1969.

Astronauti přistáli 24. července na hladině Tichého oceánu na 13° 19′ N a 169° 9′ W, 2 660 km východně od ostrova Wake, 380 km jižně od Johnstonova atolu a 24 km od letadlové lodi USS Hornet. Velitelský modul zprvu přistál vzhůru dnem, ale během několika minut se s pomocí nafukovacích balónů otočil do správné polohy.
Z vrtulníků seskočili čtyři potápěči v ochranných oděvech (Biological Isolation Garments), kteří stabilizovali Apollo pomocí nafukovacích vaků. Jeden z nich, otevřel vstup do lodi a podal astronautům tytéž oděvy, aby se do nich převlékli. Důvodem byla obava z možného zavlečení mimozemského života. Poté astronauty vyzvedli do vrtulníku, který je odvezl na Hornet. Zde byli zavřeni v izolovaném kontejneru. Karanténa pokračovala i na pevnině až do 11. srpna 1969. Existuje známá fotografie, na níž se zdraví posádka s prezidentem Nixonem přes sklo karanténní místnosti.
Na Hornetu se s astronauty, přes okno karantény, pozdravili prezident Nixon, ředitel NASA Thomas Paine a kolega Frank Borman. Hornet doplul do Pearl Harboru, odkud astronauti pokračovali letecky do Johnsonova vesmírného střediska v Houstonu. Po skončení karantény měli den volna, který strávili s rodinami, a od 13. srpna vyrazili na slavnostní turné po Spojených státech. O několik týdnů později zavítali do Mexika, 16. září byli přijati v Kongresu Spojených států. Během následující pětačtyřicetidenní cesty projeli 25 zemí světa.

## Výsledky expedice
Představitelé NASA opakovaně zdůrazňovali, že hlavním cílem letu kosmické lodi Apollo 11 bylo řešení technických otázek, ne výzkum Měsíce. Pokud jde o techniku, hlavním výsledkem mise bylo prokázání účinnosti zvoleného způsobu letu, přistání na Měsíci a startu z Měsíce, stejně jako prokázání schopnosti posádky pohybovat se na povrchu Měsíce a provádět zde výzkum.
Přesto měla expedice velký vědecký význam, protože dopravila na Zemi první vzorky měsíčního materiálu, celkem 21,55 kg.
Samozřejmý dopad měl čin všech okolo Apolla rovněž v rovině politické. Dosažení Měsíce bylo vnímáno jako senzační triumf USA, který do značné míry smazal předchozí americké dobyvatelské neúspěchy a sovětská prvenství. Může být vnímán jako bod, odkdy se Američané na mezinárodním poli prezentují mnohem výrazněji a úspěšněji než Sovětský svaz. Takový, kdy Státy v myslích lidí po celém světě skutečně získaly pozici neotřesitelné světové jedničky a lídra.

## Zajímavosti
- Při letu k Měsíci (a zpět) astronauti ve volných chvílích poslouchali hudbu. Neil Armstrong si za tímto účelem vyžádal dvě skladby – Novosvětskou symfonii Antonína Dvořáka a album Music out of the Moon Samuela Hoffmana.[36]
- V době, kdy posádka Apolla 11 pobývala na Měsíci, se na jeho povrch zřítila neúspěšná sovětská sonda Luna 15. Byla to součást závodů o dosažení Měsíce. Úkolem sondy bylo donést na Zemi vzorky z povrchu dříve, než se to podaří Američanům.

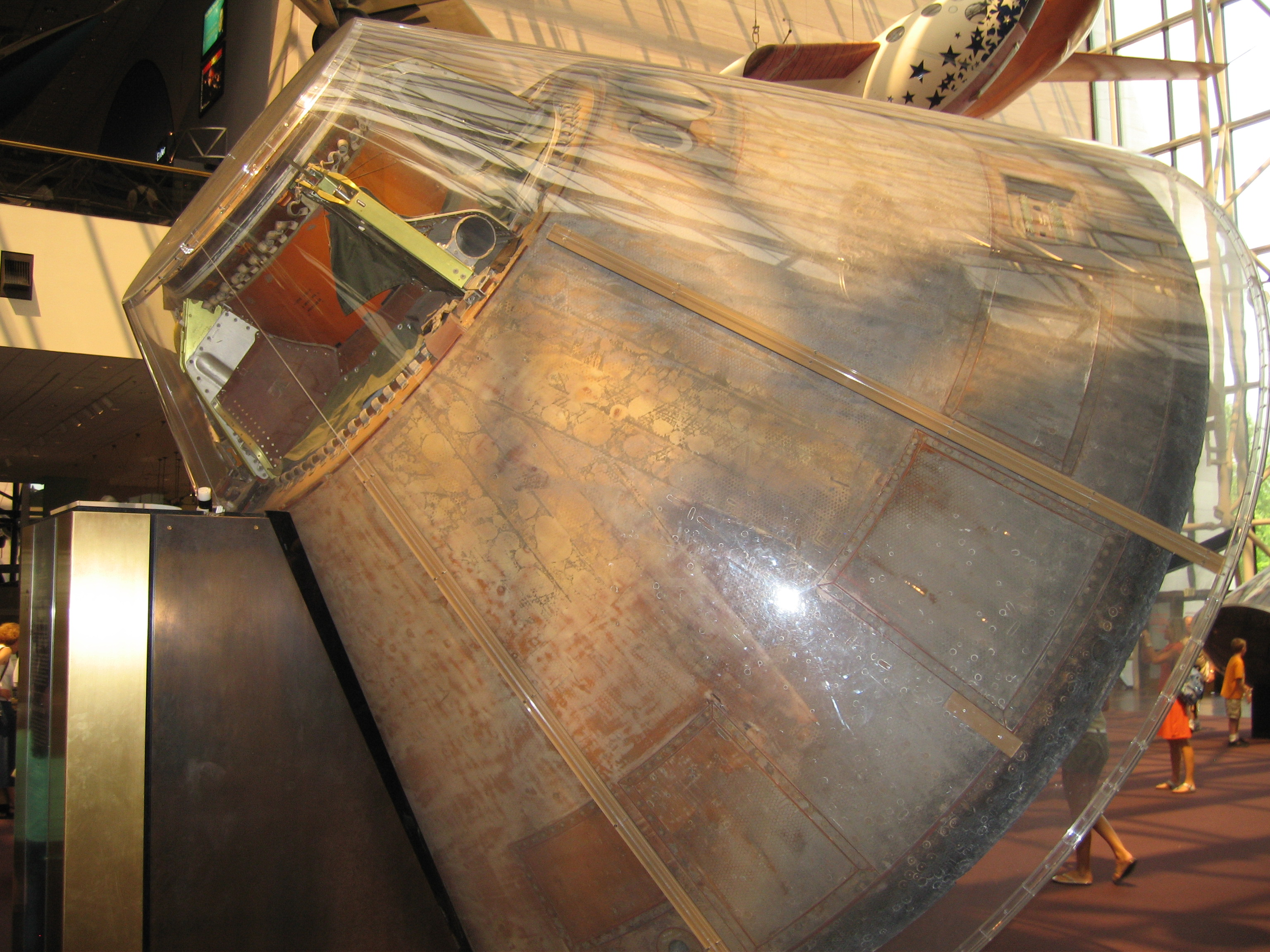
Velitelský modul Apolla 11 v Národním leteckém a kosmickém muzeu (National Air and Space Museum) ve Washingtonu, 2007.

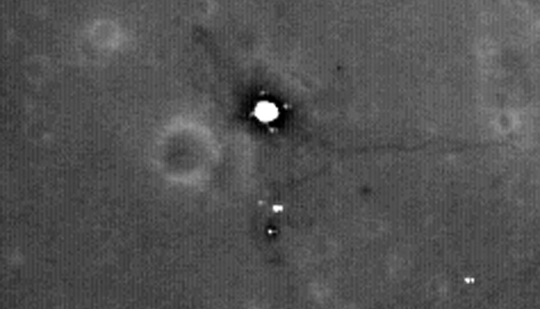
Místo přistání Apolla 11 na Měsíci, fotografie pořízená roku 2009 sondou Lunar Reconnaissance Orbiter.

- Krátce po přistání, předtím než začala příprava na „procházku“ po povrchu, Aldrin odvysílal:

| „                                                            | Tady je pilot lunárního modulu. Rád bych využil tuto příležitost, abych požádal všechny, kteří poslouchají, ať je to kdokoliv a kdekoliv, aby se na chvíli zastavili a zamysleli nad událostmi posledních hodin a každý svým způsobem vzdal dík. | “ |
| — Apollo 11, Lunar Surface Journal. Post-landing Activities. | |   |

Potom v soukromí přijal eucharistii. V té době se NASA stále soudila s Madalyn Murray O'Hairovou, která protestovala proti tomu, že posádka Apolla 8 četla z knihy Genesis, což znamenalo, že astronauti se nezdrželi náboženských aktivit ve vesmíru. Aldrin na to nikdy nevzpomínal, dokonce to nepověděl ani své manželce a několik let trvalo, než s tím vyšel na veřejnost (ve své autobiografii Return to Earth).
- Replika stopy, kterou na Měsíci zanechal Neil Armstrong, je umístěná v Tranquility Parku v Houstonu;[37] park byl slavnostně otevřen v roce 1979 u příležitosti desátého výročí prvního přistání na Měsíci.[38]
- Armstrong tvrdí, že svůj slavný výrok řekl jako: „That's one small step for a man, one giant leap for mankind.“, i když „a“ nebylo zachyceno pozemní kontrolou. V angličtině výraz „man“ (bez a) znamená „lidstvo“ stejně jako „mankind“, kdežto „a man“ znamená „člověk“, takže výrok bez „a“ by neměl smysl. Pozdější důkladné rozbory záznamu stopu po chybějícím „a“ nenašly. Nejpravděpodobnější je, že pod tlakem okamžiku Armstrong „a“ nechtěně vynechal.[26][39]
- Vzorky hornin, dopravené posádkami Apollo 11 a 12, byly v červnu 1970 zapůjčeny k rozborům i do Československa.
- Perličkou je srovnání letu Apolla 11 s románem Julesa Verna Ze Země na Měsíc. Verne se s velkou přesností trefil do mnoha skutečností skutečného letu. V místě startu se spletl jen o asi 100 km, dělo, kterým vyslal své hrdiny se jmenovala Kolumbiada, posádku tvořili tři lidé, ke korekci dráhy používali rakety, návrat se konal na mořskou hladinu.
- Generální ředitel internetového obchodu Amazon.com Jeff Bezos při podmořské expedici našel pomocí sonaru jeden z motorů Saturnu V., který byl odhozen po startu do moře. V roce 2012 ležel na mořském dnu v hloubce 4 267 metrů. Jeff Bezos plánoval vyzvednutí motoru a jeho umístění v muzeu. S plány souhlasí i NASA, která je dosud majitelkou motoru.[40]

### Historky
- Říká se, že během pobytu na Měsíci Armstrong řekl: „Hodně štěstí, pane Gorski“. Několik let poté pan Gorski zemřel a tak mohl Armstrong vysvětlit, co tím myslel. Když byl malý chlapec, slyšel hádku sousedů. Paní Gorská křičela na pana Gorského: „Orální sex? Ty bys chtěl orální sex?! Tak ten budeš mít, až ten sousedovic kluk bude chodit po Měsíci!“ Tato historka je smyšlená. Sám Armstrong se vyjádřil, že ji poprvé slyšel od jednoho komika okolo roku 1994.[41]
- Říká se, že na všech fotografiích na povrchu Měsíce je pouze Aldrin a na žádné Armstrong neboť údajně, když Aldrin vytahoval fotografický film ze svého hasselbladu, před tím než jej vložil do kapsy skafandru, jej položil na podstavec lunárního modulu a nešťastnou shodou okolností jej tam zapomněl. Ve skutečnosti Aldrin žádný vlastní fotoaparát neměl, jelikož měl na starosti jiné úkony. Přesto je Armstrong na jedné fotografii (č. AS11-40-5886),[42] neboť je na okraji jednoho Aldrinova panoramata pořízeného fotoaparátem, který mu za tímto účelem Armstrong na chvíli předal.[43]

### Konspirační teorie
V 70. letech 20. století vznikly konspirační teorie, které tvrdily, že přistání na Měsíci byl podvod. Jedním z prvních zastánců těchto teorií byl Bill Kaysing, který své názory vyložil v knize We Never Went to the Moon vydané v roce 1974. K šíření teorií přispěl i vědeckofantastický film Kozoroh 1 z roku 1978 o fiktivním falešném přistání na Marsu. Podle průzkumu veřejného mínění si v roce 1999 šest procent Američanů myslelo, že přistání na Měsíci byl podvrh. Ke konspiračním teoriím přispěla i ztráta původních pásek s videozáznamem a telemetrickými daty.